# Wola Radziszowska

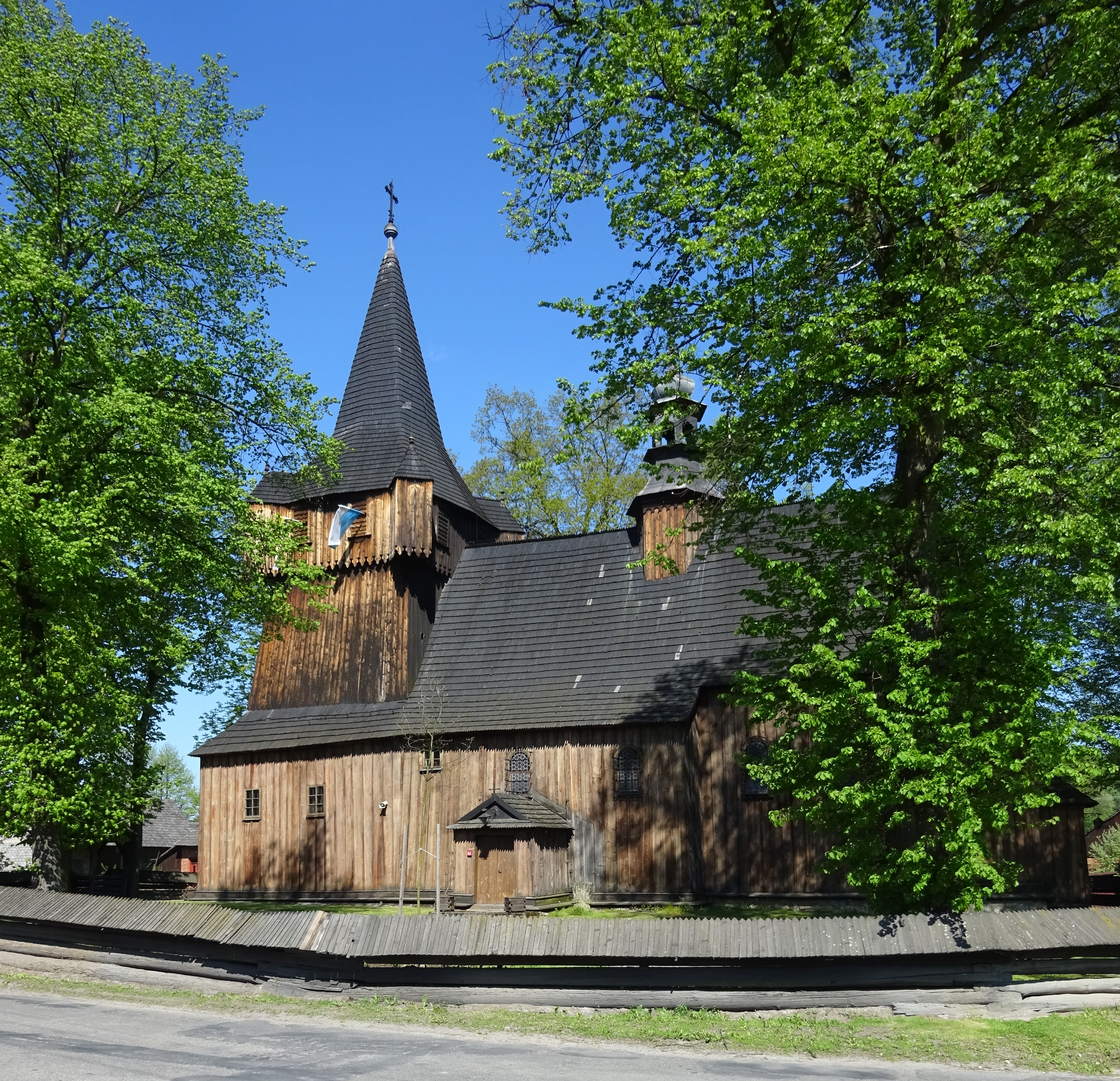
Zabytkowy Kościół w Woli Radziszowskiej

Wola Radziszowska – wieś w Polsce, położona w województwie małopolskim, w powiecie krakowskim, w gminie Skawina.
W latach 1975–1998 wieś administracyjnie należała do województwa krakowskiego.
W roku 2021 w miejscowości mieszkało 2491 osób, z czego 51,3% stanowiły kobiety, a 48,7% mężczyźni.
Przez wieś przebiega linia kolejowa 97 z przystankami osobowymi Wola Radziszowska oraz Wola Radziszowska Lipki.

## Integralne części wsi
| części wsi | Chorzyny, Dębina, Dział, Garcowiec, Górki, Kapelanka, Łęg, Na Dziale, Nad Jazem, Ostra Góra, Pochów, Podchybie, Podlipie, Rokicie, Zawartki, Żabia Ulica |

## Historia
Wola Radziszowska dawniej nosiła nazwę Brunaczów. Pierwsza wzmianka o tej wsi, nazwanej naówczas Bynpachow, pochodzi z około 1234. Był własnością wojewody krakowskiego Teodora. Z wyroku wydanego w 1402 przez Mikołaja, dziekana kolegiaty Św. Floriana w Krakowie, wynika, że co najmniej część wsi (wówczas nazwanej Bonnaczów) należała do klasztoru Benedyktynów w Tyńcu. Wieś ta została prawdopodobnie spalona w czasie najazdów tatarskich. Być może chłopi zbiegli z Brunaczowa na skutek ucisku feudalnego i przenieśli się do innych wsi. Już w 1456 nazwa zanikłej wsi odrodziła się jako alternatywne określenie Woli Radziszowskiej pod nazwą Brunaczowa Wola. Około dwadzieścia lat później Jan Długosz napisał: Radzeschowska, czyli Brunowska Wolya. Na terenie zniszczonej wsi na początku XIV w. powstaje nowa wieś pod nazwą Wola Brunaczewska albo Nowy Radziszów, a w wieku XVI ustala się nazwa Wola Radziszowska.

## Zabytki
Obiekt wpisany do rejestru zabytków nieruchomych województwa małopolskiego.
- Kościół pw. Wniebowzięcia NPM, otoczenie. Kościół z przełomu XV i XVI wieku. Posiada charakterystyczną wieżę o konstrukcji zrębowej, z nadwieszoną izbicą.

## Geografia
Wola Radziszowska leży nad rzeką Cedron. Od południowej strony wsi rozciągają się niewielkie wzgórza porośnięte lasem mieszanym z przewagą drzew szpilkowych. Jest to wzgórze Pochów (365 m). Jego nazwa wiąże się z najazdem Tatarów, którzy w czasie marszu na Kraków przez Wolę znęcali się nad tutejszą ludnością, więc kto zdążył, ukrywał się w pobliskim lesie.
Na pograniczu z Podolanami stała żydowska karczma. Obecnie karczmy nie ma, a miejsce do dziś nazywane jest Karczmisko. Stąd niedaleko są małe wzniesienia zwane Górki. Na północy rozciąga się las Zawale. Z tego lasu wypływa strumyk zwany Krwawym Potokiem. Tu podobno Rosjanie stoczyli bitwę z konfederatami barskimi, w której padło tylu żołnierzy, że strumyk zabarwił się od krwi na czerwono.
Po stronie północnej znajduje się część wsi zwana Garcowiec. Nazwa ta pochodzi z czasów najazdu szwedzkiego. W ówczesnym języku garcowaniem nazywano wieszanie, a powieszono wtedy pozostałych przy życiu Szwedów. Inna wersja wywodzi nazwę od glinianych garnków wykonywanych na tym terenie z pokładów zalegającej tu gliny. Wyżej rozciągają się uprawne pola – Chorzyny.
Do wyżej położonych terenów należy Ostra Góra (328 m n.p.m.) i wzniesienie Kiełek (331 m n.p.m.). Szczególnie malownicze są stoki Pochowa i Ostrej Góry, obfitujące w wydłużone pasma lasów na grzbietach wzniesień i w dolinach strumieni i potoków. Wśród nich liczne są kolonie domów lub pojedyncze zagrody.
Podczas powodzi w 2010 woda zalała miejscowość.

## Sport
Miejscowość ma swój klub piłkarski – Cedronka Wola Radziszowska, który został założony w 1948 roku.
Obecnie (2025) występuje w B klasie krakowskiej, grupa II.

## Kultura
W październiku 1999 roku powstał w Woli Radziszowskiej żeński chór „Cantica". Działa pod opieką nauczyciela i organisty – pana Bogusława Ciapy. Chór wykonuje repertuar klasyczny, utwory trzy- lub czterogłosowe; chórzystki mają od 14 do 21 lat.